# Kage no Jitsuryokusha ni Naritakute!

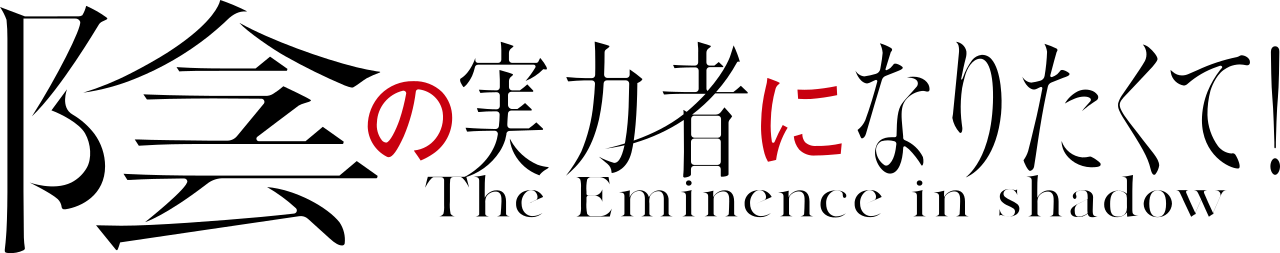

Kage no Jitsuryokusha ni Naritakute! (jap. 陰の実力者になりたくて！) ist ein japanischer Online-Fortsetzungsroman von Daisuke Aizawa, der seit 2018 erscheint und seither in mehrere andere Medien umgesetzt wurde. Adaptionen als Light Novel, Manga und Anime wurden international als The Eminence in Shadow bekannt. Die Isekai-Geschichte dreht sich um einen in einer Fantasy-Welt wiedergeborenen Menschen, der dort seine Machtfantasien ausleben will und dadurch in finstere Machenschaften verwickelt wird.

## Inhalt
Ein junger Mann hat sich stets erträumt, als starker Krieger die Welt mit seinen überragenden Fähigkeiten zu überraschen – oder jedenfalls so zu tun, als hätte er solche. So hat er heimlich Krafttraining gemacht und meditiert, um Magie zu lernen. Dann stirbt er unerwartet und wird in eine andere Welt wiedergeboren. Als Cid Kagenō will er die Chance ergreifen, seinen Traum auszuleben. Seine Familie besteht aus mächtigen Magie-Schwertkämpfern, doch Cid verliert regelmäßig gegen seine ältere Schwester Claire. Heimlich ist er jedoch stärker, als er es aussehen lässt. Er zieht nachts aus, um Verbrecher zu jagen und befreit dabei eine von Dämonen Besessene. Die Kirche soll solche Wesen heilen, aber es gibt auch Gerüchte, dass sie sie tötet. Also hilft Cid ihr selbst und das Wesen stellt sich nach der Heilung als junge Elfe heraus, die er Alpha nennt. Mit ihr gründet Cid eine geheime Organisation, rekrutiert weitere Mitglieder und schwört sie auf den Kampf gegen einen bösen Kult ein. Den und dessen Verbindung zu den Besessenen hat er sich jedoch für seinen Machtrausch als Strippenzieher im Hintergrund nur ausgedacht. Nach einiger Zeit stellt sich seine Fantasie aber als real heraus, er muss wirklich gegen einen Kult antreten und außer ihm war das vielen längst bekannt.

## Literarische Veröffentlichungen
Die von Daisuke Aizawa geschriebene Geschichte erscheint seit Mai 2018 im Online-Portal Shōsetsuka ni Narō. Im November 2018 startete beim Verlag Enterbrain eine Umsetzung als Light Novel mit Illustrationen von Tōzai. Die Reihe umfasst bisher sechs Bände und wird auf Englisch von Yen On veröffentlicht.
Eine Adaption der Geschichte als Manga, umgesetzt von Anri Sakano, erscheint seit Dezember 2018 im Magazin Gekkan Comp Ace. Dessen Verlag Kadokawa Shoten bringt die Kapitel auch gesammelt in bisher 16 Bänden heraus (Stand Juli 2025). Eine deutsche Übersetzung erscheint seit Juni 2024 bei Tokyopop in bisher fünf Bänden (Stand Juni 2025). Übersetzer ist Lasse Christian Christiansen. Eine englische Fassung wird von Yen Press herausgegeben, eine italienische von Magic Press.
Als Ableger zur Hauptgeschichte wurde von Juli 2019 bis September 2023 die Serie Kage no Jitsuryokusha ni Naritakute! Shadow Gaiden (陰の実力者になりたくて！ しゃどーがいでん) veröffentlicht. Gezeichnet und geschrieben von Seta U erschien sie im gleichen Magazin wie der erste Manga. Kadokawa Shoten brachte die Kapitel gesammelt in fünf Bänden heraus. Bei Magic Press erschien eine italienische Übersetzung.
Auf der Plattform ComicWalker startete im Mai 2024 ein zweiter Manga-Ableger unter dem Titel Kage no Jitsuryokusha ni Naritakute! Master of Garden: Shichikage Retsuden (陰の実力者になりたくて！マスターオブガーデン～七陰列伝～). Diese Serie wird umgesetzt von kanco.

## Verfilmungen
Unter der Regie von Kazuya Nakanishi entstand bei Studio Nexus eine Umsetzung der Vorlage als Anime-Fernsehserie. Die Drehbücher schrieb Kanichi Katō. Das Charakterdesign entwarf Makoto Iino und die künstlerische Leitung lag bei Beom Seon Lee. Die 3D-Animationen leitete Toshirō Hamamura, für den Ton war Jin Aketagawa verantwortlich und für die Kameraführung Takeshi Hirooka. Im Februar 2021 wurde die Fernsehserie angekündigt.
Die ersten 20 Folgen wurden vom 5. Oktober 2022 bis zum 15. Februar 2023 von den Sendern Tokyo MX, AT-X, KBS Kyoto, Sun Television, BS Nittele und TV Aichi in Japan gezeigt. Eine zweite Staffel mit weiteren zwölf Folgen wurde vom 4. Oktober bis 20. Dezember 2023 gezeigt. Die Episoden haben eine Länge von 23 Minuten. International wurde der Anime von der Plattform Hidive auf Englisch, von Anime Digital Network auf Französisch und von Amazon Prime auf Italienisch und Deutsch veröffentlicht.
2022 entstand die Kurz-Animeserie Kage-jitsu! (かげじつ！) bei Studio Puyukai. Die 17 Folgen wurden von 26. Oktober 2022 bis 15. Februar 2023 online veröffentlicht. Eine Fortsetzung kam am 5. Mai 2023 heraus, eine weitere als Ple Ple Pleiades x Kage-jitsu! am 31. Oktober 2023. Im Dezember 2023 wurde ein Kinofilm zum Franchise angekündigt.

### Synchronisation
Die deutsche Synchronfassung entstand bei @alpha Postproduktion unter der Regie von Nicolle Gonsior. Die Dialogbücher schrieb Julien Hebenstreit.
| Rolle             | japanische Stimme (Seiyū) | deutsche Stimme     |
| ----------------- | ------------------------- | ------------------- |
| Cid Kagenō/Shadow | Seiichirō Yamashita       | Benjamin Mereis     |
| Claire Kagenō     | Rina Hidaka               | Friederike Sipp     |
| Alpha             | Asami Seto                | Angelina Markiefka  |
| Beta              | Inori Minase              | Anna Ewelina        |
| Gamma             | Suzuko Mimori             | Tatjana Pokorny     |
| Delta             | Ai Fairouz                | Lara Schmidt        |
| Epsilon           | Hisako Kanemoto           | Andrea Wick         |
| Eta               | Reina Kondou              | Eileen Fuhrmann     |
| Zeta              | Ayaka Asai                | Cindy Kepke         |
| Alexia Midgar     | Kana Hanazawa             | Leslie-Vanessa Lill |
| Rose Oriana       | Haruka Shiraishi          | Alina Freund        |
| Iris Midgar       | Yōko Hikasa               | Maren Rainer        |

### Musik
Die Musik der Serie wurde komponiert von Kenichiro Suehiro. Die Vorspannlieder der beiden Staffeln sind Highest und Grayscale Dominator von OxT. Die Abspanne wurden mit dem Lied Darling in the Night unterlegt, gesungen von wechselnden Synchronsprechern aus der Serie. In der zweiten Staffel ist das Abspannlied Polaris in the Night, wieder mit wechselnden Sängern, sowie abweichend davon für Folge 7 Everything is Changing von Mayu Maeshima, für Folge 8 Darling in the Night und für Folge 12 Highest von OxT.